# Washiba-dake
Der Washiba-dake (鷲羽岳) ist ein Berg im Hida-Gebirge mit einer Höhe von 2924 m. Der Berg liegt am Oberlauf des Kurobe.
Der Washiba-dake wird zudem in dem bekannten Buch 100 berühmte japanische Berge (Nihon-Hyakumeizan) aufgelistet.

## Geografie
| Bild | Name                             | Höhe (m) | ab Washiba-dake Distanz (km) | Anmerkungen                                                                                      |
| ---- | -------------------------------- | -------- | ---------------------------- | ------------------------------------------------------------------------------------------------ |
|      | Kuro-dake (黒岳)                 | 2986     | 2,7                          | ein anderer Name ist Suishou-dake (水晶岳) in der Liste der 100 berühmten japanischen Berge      |
|      | Sofu-dake (祖父岳)               | 2825     | 1,6                          | Kumono-Ebene (雲ノ平)                                                                            |
|      | Warimo-dake (ワリモ岳)           | 2888     | 0,6                          |                                                                                                  |
|      | Washiba-dake (鷲羽岳)            | 2924.35  | 0                            | in der Liste der 100 berühmten japanischen Berge                                                 |
|      | Mitsumatarenge-dake (三俣蓮華岳) | 2841.37  | 2,1                          |                                                                                                  |
|      | Sugoroku-dake (双六岳)           | 2860.42  | 3,8                          |                                                                                                  |
|      | Kurobegorou-dake (黒部五郎岳)    | 2839.67  | 6,0                          | ein anderer Name ist Nakanomata-dake (中ノ俣岳) in der Liste der 100 berühmten japanischen Berge |
|      | Yarigatake (槍ヶ岳)              | 3180     | 7,8                          | in der Liste der 100 berühmten japanischen Berge                                                 |

## Galerie

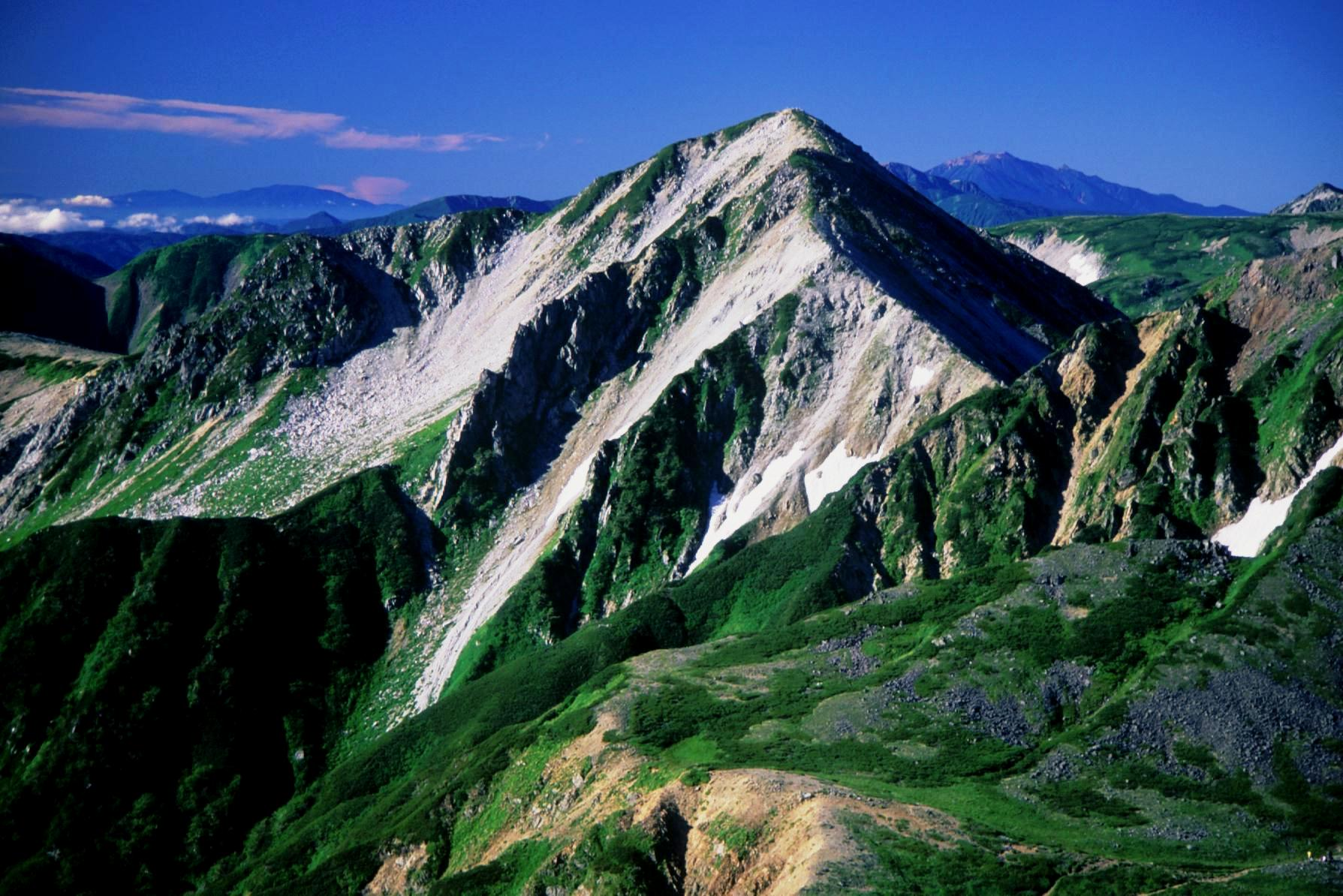
Washiba-dake von Suisho-Berghütte
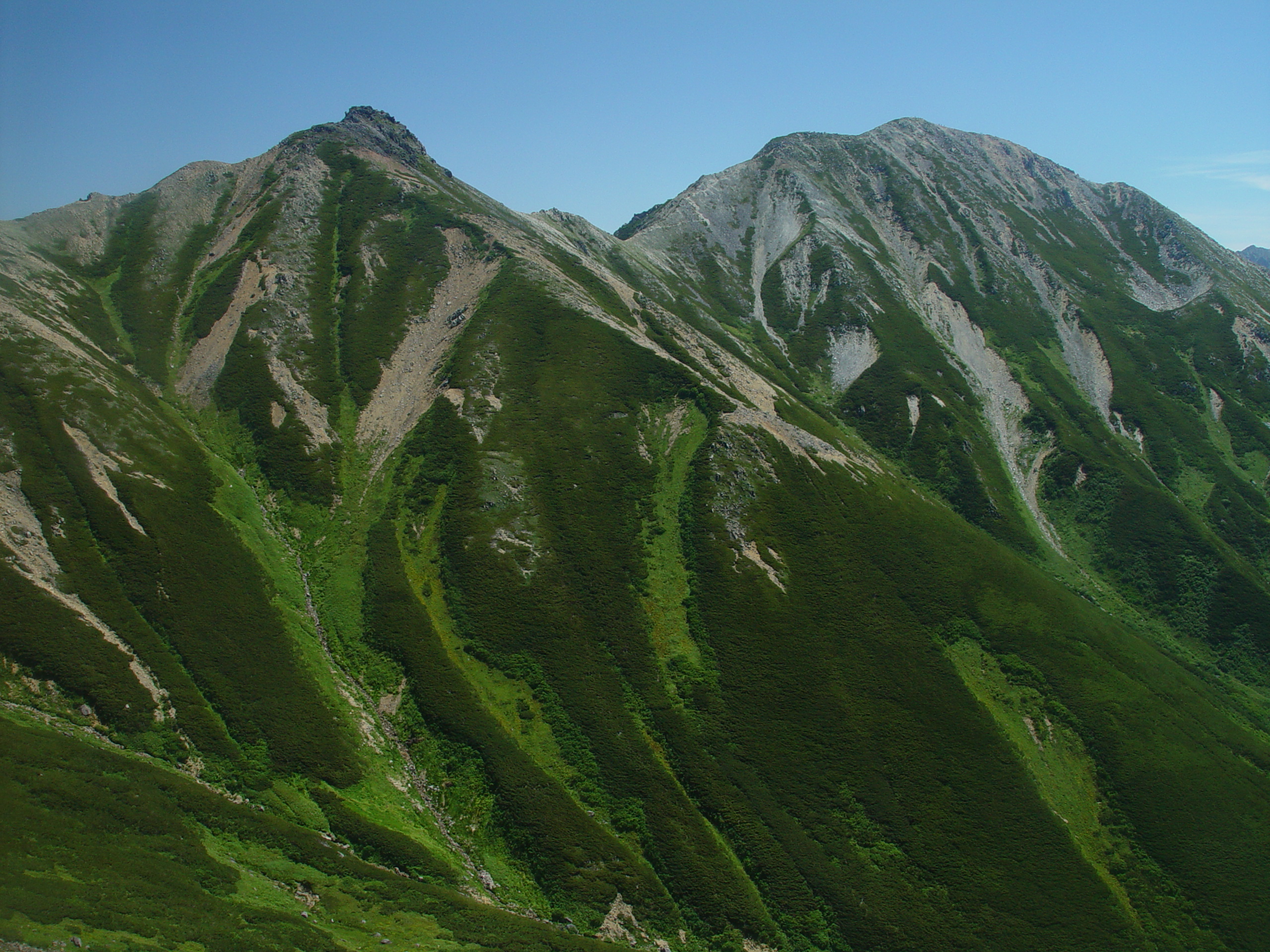
Washiba-dake von Jii-dake
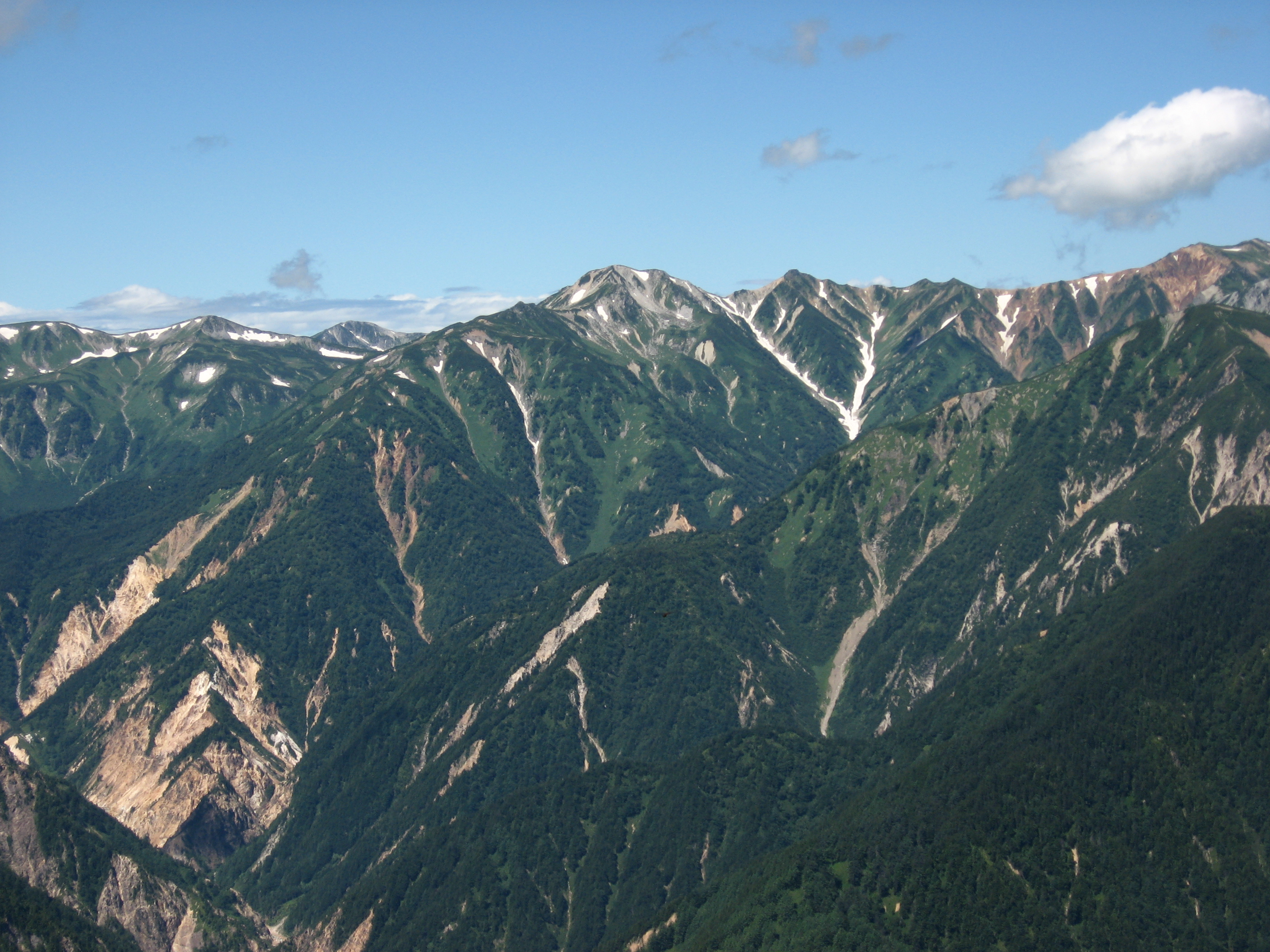
Washiba-dake von Tsubakuro-Berghütte
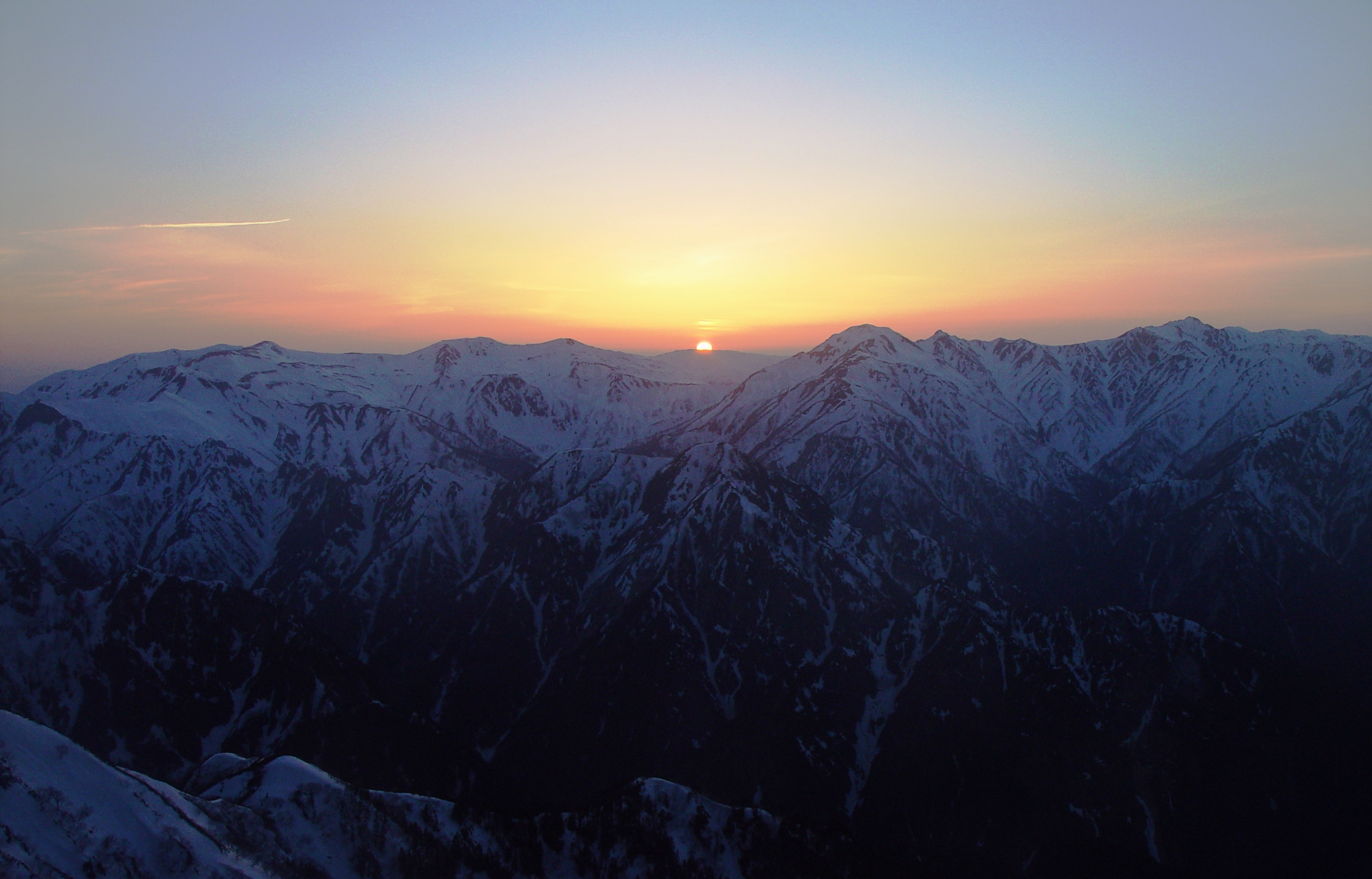
Washiba-dake von Daitenjo-dake
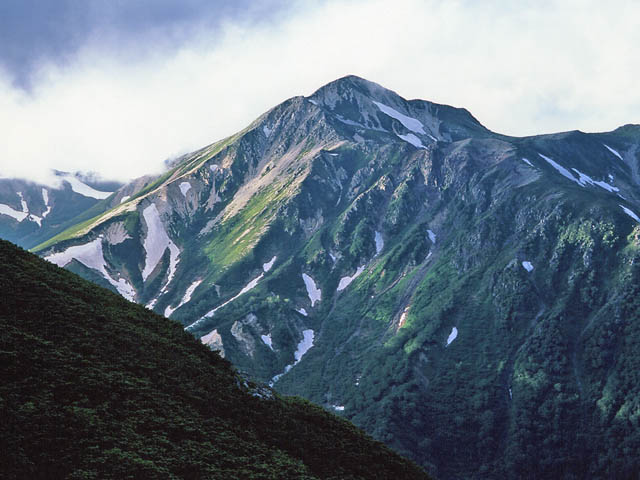
Washiba-dake von Sugoroku-Berghütte